# Ваља Мерилор (Бакау)
Ваља Мерилор (рум. Valea Merilor) насеље је у Румунији у округу Бакау у општини Вултурени. Oпштина се налази на надморској висини од 216 m.

## Становништво
Према подацима из 2002. године у насељу је живело 40 становника, од којих су сви румунске националности.